# 明加图伊市镇
明加图伊市镇（俄语：Мингатуйское муниципальное образование）是俄罗斯联邦伊尔库茨克州奎屯区所属的一个市镇。其下辖有个居民点，行政中心为明加图伊。据2016年统计，该市镇的人口为196人。